# アイナー・ヘルツシュプルング
アイナー・ヘルツシュプルング （Ejnar Hertzsprung, デンマーク語発音: [ai̯nɐ ˈhæɐ̯t͡spʁɔŋ]; 1873年10月8日 Frederiksborg生 - 1967年10月21日 Tollose没）は、デンマーク生まれの天文学者である。恒星の絶対等級とスペクトル型（表面温度）を軸にとった分布図（ヘルツシュプルング・ラッセル図）をヘンリー・ノリス・ラッセルと独立に提案した。

## 生涯
デンマークのフレデリックスベアに生まれた。フレデリックスベア工科大学卒業後、数年をロシアのサンクトペテルブルクで働き、ライプツィヒのヴィルヘルム・オストヴァルトのもとで写真化学を学んだ後、コペンハーゲンのウラニア天文台で天文学の研究を始めた。1909年、ゲッティンゲン天文台の天文学助教授になり、1919年、ライデン大学の教授，天文台の台長となった。
1905年には恒星に巨星と矮星などの種類のあることを見出した。恒星の絶対等級とスペクトル型の分布図に一定の関係があることを示した。1913年にはヘンリエッタ・スワン・リービットの発見したセファイド変光星の変光周期と明度の相関から小マゼラン雲までの距離を計算した。星間物質による吸収により距離を小さく見積もったが、初めての測定であった。
1929年、イギリス王立天文学会ゴールドメダル受賞。1937年、ブルース・メダル受賞。
2つの小惑星(1627)イバールと(1702)カラハリを発見している。

## エポニム
- 小惑星ヘルツシュプルング[2]
- ヘルツシュプルング - 月のクレーター：